# 료마가 간다 (1968년 드라마)
"료마가 간다"(일본어: 竜馬がゆ)는 1968년 1월 7일부터 12월 29일까지 NHK에서 방영한 여섯번째 NHK 장편 역사 드라마이다.
메이지 백주년을 기념해 제작된 대하 드라마이자 처음으로 시바 료타로 원작을 기반으로 제작된 드라마이다. 근현대 일본 개혁을 일구어낸 청년 · 사카모토 료마의 생애를 그린 작품이며 총 52부로 구성되었다.
주연인 사카모토 료마 역에는 키타오오지 킨야가 기용되었으며, 배우자인 나라사키 료는 아사오카 루리코가 연기했다.